# La Rose des vents (chanson)
Pour les articles homonymes, voir Rose des vents (homonymie).
Singles de France Gall
Bonsoir John-John
(1966) La guerre des chansons
(1966)
La Rose des vents est une chanson de France Gall. Elle est initialement parue en 1966 sur un EP et sur l'album FG (communément appelé Les Sucettes),.

## Développement et composition
La chanson a été écrite par Maurice Vidalin et Jacques Datin. L'enregistrement a été produit par Denis Bourgeois.

## Listes des pistes
EP 7" 45 tours Bonsoir John-John / La Rose des vents / La Guerre des chansons / Boom boom (1966, Philips 437.259 BE)
A1. Bonsoir John-John
A2. La Rose des vents
B1. La Guerre des chansons
B2. Boom boom

## Classements
Bonsoir John-John / La Rose des vents / La Guerre des chansons,,
| Classement (1966)                       | Meilleure position |
| --------------------------------------- | ------------------ |
| Belgique (Wallonie Ultratop 50 Singles) | 15                 |